# Banco Fie
Banco para el Fomento a Iniciativas Económicas S.A. (más conocido como BancoFie) es un banco boliviano que está mayormente enfocado a microfinanzas y finanzas con igualdad de género. Cuenta con 145 agencias físicas y 218 cajeros automáticos en todo el país.

## Historia
El 3 de mayo de 1985 el banco comenzó operaciones financieras en la ciudad de Santa Cruz como Organización no gubernamental enfoncada en los microcréditos. El 1 de agosto de 1997 fue constituido como una sociedad anónima bajo la denominación de Fondo Financiero Privado para el Fomento a Iniciativas Económicas S.A. (FFP FIE S.A.) y se transformó en Banco FIE S.A. El 17 de marzo de 2010, hecho que consta en la Escritura Pública de Transformación N°338/2010.
En 2017 firma un acuerdo con la entidad financiera Neerlandesa, Rabobank. para ampliar su alianza estratégica destinada a promover la inclusión financiera y el desarrollo del sector agropecuario en Bolivia con un enfoque de sostenibilidad, aportando así a la seguridad alimentaria en Bolivia.
En 2019 traslada sus oficinas principales a un edificio de 23 pisos en la ciudad de La Paz, durante la ceremonia de inauguración en presidente del banco anunció que el banco había superado el millón de clientes.
En 2023 fue unos de los bancos que más activos recibió del liquidado Banco Fassil.
En 2024 recibe un préstamo por 34.3 millones de bolivianos por parte del Banco de Desarrollo de América Latina y el Caribe. Destinados al financiamiento de micro y pequeñas empresas.